# Districte electoral de Barcelona

Localització del districte electoral de Barcelona (1899-1923)

El districte de Barcelona fou una circumscripció electoral del Congrés dels Diputats utilitzada en les eleccions generals espanyoles entre 1879 i 1923. Es tractava d'un districte plurinominal, on s'escollien 5 diputats entre 1879 i 1899 i 7 diputats de 1899 al 1923.

## Àmbit geogràfic
El districte es va formar l'any 1878 després de la fusió dels cinc districtes uninominals en que estava subdividit la ciutat de Barcelona. Amb l'annexió dels municipis del pla de Barcelona de 1898, el districte de Gràcia va desaparèixer i es van incorporar al districte de Barcelona els municipis i antics municipis següents: Les Corts de Sarrià, Gràcia, Horta, Sants, Sant Adrià de Besòs, Sant Andreu de Palomar, Sant Gervasi de Cassoles, Sant Martí de Provençals i Sarrià.

## Diputats electes
| Elecció        | Diputat (Partit) | Diputat (Partit)                              | Diputat (Partit)                           | Diputat (Partit)                               | Diputat (Partit)                               | Diputat (Partit)                              | Diputat (Partit)                                | Diputat (Partit)                               | Diputat (Partit)                                    | Diputat (Partit)                          | Diputat (Partit)                             | Diputat (Partit)                             | Diputat (Partit)                             | Diputat (Partit)                             |
| -------------- | ---------------- | --------------------------------------------- | ------------------------------------------ | ---------------------------------------------- | ---------------------------------------------- | --------------------------------------------- | ----------------------------------------------- | ---------------------------------------------- | --------------------------------------------------- | ----------------------------------------- | -------------------------------------------- | -------------------------------------------- | -------------------------------------------- | -------------------------------------------- |
| 1879           |                  | Manuel Duran i Bas (Conservador)              |                                            | Frederic Nicolau i Condeminas (Conservador)    |                                                | Francesc López Fabra (Conservador)            |                                                 | Francesc de Paula Rius i Taulet (Liberal)      |                                                     | Emilio Castelar y Ripoll (Liberal)        | Entre 1879 i 1898 només s'escollien 5 escons | Entre 1879 i 1898 només s'escollien 5 escons | Entre 1879 i 1898 només s'escollien 5 escons | Entre 1879 i 1898 només s'escollien 5 escons |
| 1881           |                  | Frederic Marcet i Vidal (Conservador)         |                                            | Antoni Roger i Vidal (Liberal)                 |                                                | Teodor Baró i Sureda (Liberal)                |                                                 | Camil Fabra i Fontanills (Liberal)             |                                                     | Emilio Castelar y Ripoll (Liberal)        | Entre 1879 i 1898 només s'escollien 5 escons | Entre 1879 i 1898 només s'escollien 5 escons | Entre 1879 i 1898 només s'escollien 5 escons | Entre 1879 i 1898 només s'escollien 5 escons |
| 1884           |                  | Manuel Duran i Bas (Conservador)              |                                            | Frederic Nicolau i Condeminas (Conservador)    |                                                | Teodor Baró i Sureda (Liberal)                | Josep Sert i Rius (Sense dades)                 | Camil Fabra i Fontanills (Liberal)             |                                                     |                                           | Entre 1879 i 1898 només s'escollien 5 escons | Entre 1879 i 1898 només s'escollien 5 escons | Entre 1879 i 1898 només s'escollien 5 escons | Entre 1879 i 1898 només s'escollien 5 escons |
| 1886           |                  | Josep Vilaseca i Mogas (Conservador)          |                                            | Frederic Nicolau i Condeminas (Conservador)    | Frederic Marcet i Vidal (Conservador)          |                                               | Joan Rosell i Rubert (Liberal)                  | Camil Fabra i Fontanills (Liberal)             |                                                     |                                           | Entre 1879 i 1898 només s'escollien 5 escons | Entre 1879 i 1898 només s'escollien 5 escons | Entre 1879 i 1898 només s'escollien 5 escons | Entre 1879 i 1898 només s'escollien 5 escons |
| 1891           |                  | Josep Vilaseca i Mogas (Conservador)          | Andreu de Sard i de Rosselló (Conservador) |                                                | Josep Maria Planas i Casals (Conservador)      |                                               | Manuel Ruiz Zorrilla (Radical)                  |                                                | Francesc Pi i Margall (PRDF)                        |                                           | Entre 1879 i 1898 només s'escollien 5 escons | Entre 1879 i 1898 només s'escollien 5 escons | Entre 1879 i 1898 només s'escollien 5 escons | Entre 1879 i 1898 només s'escollien 5 escons |
| 1893           |                  | Joan Rosell i Rubert (Liberal)                |                                            | Josep Comas i Masferrer (Liberal)              |                                                | Tiberio Ávila Rodríguez (Republicà)           |                                                 | Joan Sol i Ortega (Republicà)                  | Francesc Pi i Margall (PRDF)                        |                                           | Entre 1879 i 1898 només s'escollien 5 escons | Entre 1879 i 1898 només s'escollien 5 escons | Entre 1879 i 1898 només s'escollien 5 escons | Entre 1879 i 1898 només s'escollien 5 escons |
| 1896           |                  | Joan Rosell i Rubert (Liberal)                | Eduard Maluquer i de Tirrell (Liberal)     |                                                | Joan Puig i Saladrigas (Conservador)           |                                               | Joan Baptista Orriols i Comas (Conservador)     |                                                | Joan Coll i Pujol (Conservador)                     |                                           | Entre 1879 i 1898 només s'escollien 5 escons | Entre 1879 i 1898 només s'escollien 5 escons | Entre 1879 i 1898 només s'escollien 5 escons | Entre 1879 i 1898 només s'escollien 5 escons |
| 1898           |                  | Joan Rosell i Rubert (Liberal)                | Josep Comas i Masferrer (Liberal)          |                                                | Joan Puig i Saladrigas (Conservador)           | Emili Junoy i Gelabert (Republicà)            |                                                 | Joan Sol i Ortega (Republicà)                  |                                                     |                                           | Entre 1879 i 1898 només s'escollien 5 escons | Entre 1879 i 1898 només s'escollien 5 escons | Entre 1879 i 1898 només s'escollien 5 escons | Entre 1879 i 1898 només s'escollien 5 escons |
| 1899           |                  | Ròmul Bosch i Alsina (Liberal)                |                                            | Eduard Maluquer i de Tirrell (Liberal)         | Joan Puig i Saladrigas (Conservador)           |                                               | Joan Sallarès i Pla (Conservador)               | Joan Sol i Ortega (Republicà)                  |                                                     | Marquès de Soto Hermoso (Sense dades)     |                                              | Josep Cucurella i Tost (Sense dades)         |                                              |                                              |
| 1901           |                  | Albert Rusiñol i Prats (Lliga Regionalista)   |                                            | Lluís Domènech i Montaner (Lliga Regionalista) |                                                | Bartomeu Robert (Lliga Regionalista)          |                                                 | Sebastià Torres i Planas (Lliga Regionalista)  |                                                     | Pere Guerau Maristany i Oliver (Liberal)  |                                              | Francesc Pi i Margall (Republicà)            |                                              | Alejandro Lerroux García (Republicà)         |
| 1903           |                  | Albert Rusiñol i Prats (Lliga Regionalista)   | Jaume Anglès Pruñonosa (Unió Republicana)  | Lluís Domènech i Montaner (Lliga Regionalista) |                                                | Josep Maria Vallès i Ribot (Unió Republicana) |                                                 | Nicolás Salmerón y Alonso (Unió Republicana)   |                                                     | Emili Junoy i Gelabert (Unió Republicana) |                                              |                                              |                                              | Alejandro Lerroux García (Republicà)         |
| 1905           |                  | Ignasi Girona i Vilanova (Lliga Regionalista) |                                            | Frederic Rahola i Trèmols (Lliga Regionalista) |                                                | Rafael Rodríguez Méndez (Unió Republicana)    |                                                 | Nicolás Salmerón y Alonso (Unió Republicana)   | Pere Pi i Sunyer (Unió Republicana)                 | Emili Junoy i Gelabert (Unió Republicana) |                                              |                                              |                                              | Alejandro Lerroux García (Republicà)         |
| 1907           |                  | Francesc Cambó i Batlle (Lliga Regionalista)  |                                            | Josep Puig i Cadafalch (Lliga Regionalista)    |                                                | Ildefons Sunyol i Casanovas (Nacionalista)    |                                                 | Nicolás Salmerón y Alonso (Unió Republicana)   | Francesc Macià i Llussà (Nacionalista)              | Emili Junoy i Gelabert (Unió Republicana) |                                              | Josep Maria Vallès i Ribot (PRDF)            |                                              |                                              |
| 1908 (parcial) |                  | Francesc Cambó i Batlle (Lliga Regionalista)  | Ramon Albó i Martí (Lliga Regionalista)    | Josep Puig i Cadafalch (Lliga Regionalista)    |                                                | Joan Sol i Ortega (PRR)                       |                                                 | Alejandro Lerroux García (PRR)                 |                                                     | Hermenegildo Giner de los Ríos (PRR)      |                                              | Josep Maria Vallès i Ribot (PRDF)            |                                              |                                              |
| 1910           |                  | Pere Coromines i Montanya (UFNR)              |                                            | Lluís de Zulueta i Escolano (UFNR)             |                                                | Joan Sol i Ortega (PRR)                       | Toribio Sánchez Beltrán de Guevara (PRR)        | Alejandro Lerroux García (PRR)                 |                                                     | Hermenegildo Giner de los Ríos (PRR)      | Emiliano Iglesias Ambrosio (PRR)             |                                              |                                              |                                              |
| 1914           |                  | Pere Coromines i Montanya (UFNR)              | Pere Rahola i Molinas (Lliga Regionalista) |                                                | Albert Rusiñol i Prats (Lliga Regionalista)    |                                               | Lluís Ferrer-Vidal i Soler (Lliga Regionalista) |                                                | Carles de Camps i d'Olzinellas (Lliga Regionalista) | Hermenegildo Giner de los Ríos (PRR)      |                                              | Joan Garriga i Massó (Lliga Regionalista)    |                                              |                                              |
| 1916           |                  | Magí Morera i Galícia (Lliga Regionalista)    |                                            | Antoni Albafull i Vidal (Lliga Regionalista)   | Albert Rusiñol i Prats (Lliga Regionalista)    |                                               | Lluís Ferrer-Vidal i Soler (Lliga Regionalista) | Alejandro Lerroux García (PRR)                 | Carles de Camps i d'Olzinellas (Lliga Regionalista) | Hermenegildo Giner de los Ríos (PRR)      |                                              |                                              |                                              |                                              |
| 1918           |                  | Magí Morera i Galícia (Lliga Regionalista)    | Pere Rahola i Molinas (Lliga Regionalista) |                                                | Albert Rusiñol i Prats (Lliga Regionalista)    | Francesc Cambó i Batlle (Lliga Regionalista)  |                                                 | Narcís Batlle i Baró (Comunió Tradicionalista) |                                                     | Hermenegildo Giner de los Ríos (PRR)      | Marcel·lí Domingo i Sanjuán (PRC)            |                                              |                                              |                                              |
| 1919           |                  | Magí Morera i Galícia (Lliga Regionalista)    | Pere Rahola i Molinas (Lliga Regionalista) | Alejandro Lerroux García (PRR)                 | Albert Rusiñol i Prats (Lliga Regionalista)    | Francesc Cambó i Batlle (Lliga Regionalista)  |                                                 | Narcís Batlle i Baró (Comunió Tradicionalista) | Gabriel Alomar i Vilallonga (PRR)                   |                                           |                                              |                                              |                                              |                                              |
| 1920           |                  | Magí Morera i Galícia (Lliga Regionalista)    | Pere Rahola i Molinas (Lliga Regionalista) | Alejandro Lerroux García (PRR)                 | Albert Rusiñol i Prats (Lliga Regionalista)    | Francesc Cambó i Batlle (Lliga Regionalista)  | Emiliano Iglesias Ambrosio (PRR)                | Narcís Batlle i Baró (Comunió Tradicionalista) |                                                     |                                           |                                              |                                              |                                              |                                              |
| 1923           |                  | Magí Morera i Galícia (Lliga Regionalista)    | Pere Rahola i Molinas (Lliga Regionalista) | Alejandro Lerroux García (PRR)                 | Antoni Martínez i Domingo (Lliga Regionalista) | Francesc Cambó i Batlle (Lliga Regionalista)  | Emiliano Iglesias Ambrosio (PRR)                | Narcís Batlle i Baró (Comunió Tradicionalista) |                                                     |                                           |                                              |                                              |                                              |                                              |

## Resultats electorals

### Dècada de 1920
| Eleccions generals del 29/04/1923 |                            |                            |         |      |
| Partit/Ideologia                  | Partit/Ideologia           | Candidat                   | Vots    | %    |
|                                   | Lliga Regionalista         | Antoni Martínez i Domingo  | 19.508  | 32,3 |
|                                   | Lliga Regionalista         | Francesc Cambó i Batlle    | 19.267  | 31,9 |
|                                   | Lliga Regionalista         | Pere Rahola i Molinas      | 19.000  | 31,4 |
|                                   | Lliga Regionalista         | Magí Morera i Galícia      | 18.499  | 30,6 |
|                                   | Partit Republicà Radical   | Alejandro Lerroux García   | 17.177  | 28,4 |
|                                   | Comunió Tradicionalista    | Narcís Batlle i Baró       | 16.856  | 27,9 |
|                                   | Partit Republicà Radical   | Emiliano Iglesias Ambrosio | 15.491  | 25,6 |
|                                   | Acció Catalana Republicana | Antoni Rovira i Virgili    | 15.163  | 25,1 |
|                                   | Socialista                 | Manuel Serra i Moret       | 3.391   | 5,6  |
|                                   | Socialista                 | Joan Salas i Anton         | 3.107   | 5,1  |
|                                   | Liberal                    | Frederic Schwartz i Luna   | 2.269   | 3,8  |
|                                   | Cambra de Llogaters        | Josep Vilalta i Comes      | 2.115   | 3,5  |
| Vots en blanc                     | Vots en blanc              | Vots en blanc              | 1.706   | 2,8  |
| Total                             | Total                      | Total                      | 60.462  | 100  |
| Cens/participació                 | Cens/participació          | Cens/participació          | 160.091 | 37,8 |

| Eleccions generals del 19/12/1920 |                          |                            |         |      |
| Partit/Ideologia                  | Partit/Ideologia         | Candidat                   | Vots    | %    |
|                                   | Lliga Regionalista       | Pere Rahola i Molinas      | 23.819  | 53,3 |
|                                   | Lliga Regionalista       | Albert Rusiñol i Prats     | 23.763  | 53,1 |
|                                   | Lliga Regionalista       | Francesc Cambó i Batlle    | 23.589  | 52,7 |
|                                   | Lliga Regionalista       | Magí Morera i Galícia      | 23.551  | 52,7 |
|                                   | Comunió Tradicionalista  | Narcís Batlle i Baró       | 23.210  | 51,9 |
|                                   | Partit Republicà Radical | Alejandro Lerroux García   | 14.081  | 31,5 |
|                                   | Partit Republicà Radical | Emiliano Iglesias Ambrosio | 12.915  | 28,9 |
|                                   | Unió Monàrquica Nacional | Jaume Cussó i Maurell      | 7.831   | 17,5 |
|                                   | Unió Monàrquica Nacional | Andrés Martínez y Vargas   | 7.821   | 17,5 |
|                                   | Unió Monàrquica Nacional | Benet de Pomés i de Pomar  | 7.544   | 16,9 |
|                                   | Unió Monàrquica Nacional | Emili Ragull Alabau        | 7.544   | 16,9 |
|                                   | Unió Monàrquica Nacional | Pablo Sáenz de Barés       | 7.469   | 16,7 |
| Total                             | Total                    | Total                      | 44.727  | 100  |
| Cens/participació                 | Cens/participació        | Cens/participació          | 151.804 | 29,5 |

### Dècada de 1910
| Eleccions generals del 01/06/1919 |                                    |                                |         |      |
| Partit/Ideologia                  | Partit/Ideologia                   | Candidat                       | Vots    | %    |
|                                   | Lliga Regionalista                 | Pere Rahola i Molinas          | 32.140  | 46,4 |
|                                   | Lliga Regionalista                 | Francesc Cambó i Batlle        | 31.890  | 46,1 |
|                                   | Lliga Regionalista                 | Albert Rusiñol i Prats         | 31.653  | 45,7 |
|                                   | Lliga Regionalista                 | Magí Morera i Galícia          | 31.307  | 45,2 |
|                                   | Comunió Tradicionalista            | Narcís Batlle i Baró           | 30.258  | 43,7 |
|                                   | Coalició republicana               | Gabriel Alomar i Vilallonga    | 24.008  | 34,7 |
|                                   | Coalició republicana               | Alejandro Lerroux García       | 23.519  | 34,0 |
|                                   | Coalició republicana               | Josep Puig d'Asprer            | 23.361  | 33,7 |
|                                   | Coalició republicana               | Hermenegildo Giner de los Ríos | 22.642  | 32,7 |
|                                   | Coalició republicana               | Miguel de Unamuno y Jugo       | 22.478  | 32,5 |
|                                   | Unió Monàrquica Nacional           | Manuel Girona i Vidal          | 11.354  | 16,4 |
|                                   | Unió Monàrquica Nacional (liberal) | Ròmul Bosch i Alsina           | 11.300  | 16,3 |
|                                   | Unió Monàrquica Nacional           | Manuel Rius i Rius             | 11.179  | 16,1 |
|                                   | Unió Monàrquica Nacional           | Manuel Menacho Peirón          | 11.148  | 16,1 |
|                                   | Unió Monàrquica Nacional           | Gaietà Marfà i Clivillés       | 11.117  | 16,1 |
|                                   | Socialista                         | Antoni Fabra i Ribas           | 3.401   | 4,9  |
|                                   | Socialista                         | Manuel Serra i Moret           | 3.308   | 4,8  |
| Total                             | Total                              | Total                          | 69.226  | 100  |
| Cens/participació                 | Cens/participació                  | Cens/participació              | 139.920 | 49,5 |

| Eleccions generals del 24/02/1918 |                         |                                |         |      |
| Partit/Ideologia                  | Partit/Ideologia        | Candidat                       | Vots    | %    |
|                                   | Lliga Regionalista      | Pere Rahola i Molinas          | 38.463  | 57,6 |
|                                   | Lliga Regionalista      | Albert Rusiñol i Prats         | 38.282  | 57,3 |
|                                   | Lliga Regionalista      | Magí Morera i Galícia          | 38.033  | 57,0 |
|                                   | Lliga Regionalista      | Francesc Cambó i Batlle        | 38.020  | 56,9 |
|                                   | Comunió Tradicionalista | Narcís Batlle i Baró           | 36.981  | 55,4 |
|                                   | Coalició d'esquerres    | Marcel·lí Domingo i Sanjuán    | 28.617  | 42,9 |
|                                   | Coalició d'esquerres    | Francisco Largo Caballero      | 28.162  | 42,2 |
|                                   | Coalició d'esquerres    | Hermenegildo Giner de los Ríos | 27.854  | 41,7 |
|                                   | Coalició d'esquerres    | Alejandro Lerroux García       | 27.278  | 40,9 |
|                                   | Coalició d'esquerres    | Joan Pich i Pon                | 26.607  | 39,8 |
| Vots en blanc                     | Vots en blanc           | Vots en blanc                  | 691     | 1,0  |
| Vots nuls                         | Vots nuls               | Vots nuls                      | 238     | 0,4  |
| Total                             | Total                   | Total                          | 66.769  | 100  |
| Cens/participació                 | Cens/participació       | Cens/participació              | 154.077 | 43,3 |

| Eleccions generals del 09/04/1916 |                                       |                                |         |      |
| Partit/Ideologia                  | Partit/Ideologia                      | Candidat                       | Vots    | %    |
|                                   | Lliga Regionalista                    | Albert Rusiñol i Prats         | 24.515  | 44,4 |
|                                   | Lliga Regionalista                    | Lluís Ferrer-Vidal i Soler     | 24.284  | 44,0 |
|                                   | Lliga Regionalista                    | Magí Morera i Galícia          | 24.112  | 43,7 |
|                                   | Lliga Regionalista                    | Carles de Camps i d'Olzinellas | 24.075  | 43,6 |
|                                   | Lliga Regionalista                    | Antoni Albafull i Vidal        | 23.688  | 42,9 |
|                                   | Partit Republicà Radical              | Hermenegildo Giner de los Ríos | 19.894  | 36,1 |
|                                   | Partit Republicà Radical              | Alejandro Lerroux García       | 19.658  | 35,6 |
|                                   | Partit Republicà Radical              | Emiliano Iglesias Ambrosio     | 19.374  | 35,1 |
|                                   | Unió Federal Nacionalista Republicana | Pere Coromines i Montanya      | 19.342  | 35,1 |
|                                   | Partit Republicà Radical              | Dionisio Millán y Albaig       | 19.008  | 34,4 |
|                                   | Reinvenció Republicana Autonomista    | Jaume Queraltó i Ros           | 11.202  | 20,3 |
|                                   | Reinvenció Republicana Autonomista    | Francesc Layret i Foix         | 10.489  | 19,0 |
|                                   | Reinvenció Republicana Autonomista    | Gabriel Alomar i Vilallonga    | 10.443  | 18,9 |
|                                   | Reinvenció Republicana Autonomista    | Jaume Brossa i Roger           | 10.348  | 18,8 |
|                                   | Reinvenció Republicana Autonomista    | Àngel Samblancat i Salanova    | 10.133  | 18,4 |
| Vots en blanc                     | Vots en blanc                         | Vots en blanc                  | 823     | 1,5  |
| Vots nuls                         | Vots nuls                             | Vots nuls                      | 246     | 0,4  |
| Total                             | Total                                 | Total                          | 55.182  | 100  |
| Cens/participació                 | Cens/participació                     | Cens/participació              | 147.800 | 37,3 |

| Eleccions generals del 08/03/1914 |                       |                                |         |      |
| Partit/Ideologia                  | Partit/Ideologia      | Candidat                       | Vots    | %    |
|                                   | Lliga Regionalista    | Pere Rahola i Molinas          | 27.423  | 44,4 |
|                                   | Lliga Regionalista    | Albert Rusiñol i Prats         | 27.212  | 44,1 |
|                                   | Lliga Regionalista    | Lluís Ferrer-Vidal i Soler     | 26.643  | 43,1 |
|                                   | Lliga Regionalista    | Joan Garriga i Massó           | 26.415  | 42,8 |
|                                   | Lliga Regionalista    | Carles de Camps i d'Olzinellas | 26.235  | 42,5 |
|                                   | Coalició republicana  | Hermenegildo Giner de los Ríos | 23.449  | 38,0 |
|                                   | Coalició republicana  | Pere Coromines i Montanya      | 23.109  | 37,4 |
|                                   | Coalició republicana  | Santiago Estapé i Pagès        | 22.902  | 37,1 |
|                                   | Coalició republicana  | Alejandro Lerroux García       | 22.479  | 36,4 |
|                                   | Coalició republicana  | Emiliano Iglesias Ambrosio     | 22.436  | 36,3 |
|                                   | Renovació Republicana | Jaume Queraltó i Ros           | 9.876   | 16,0 |
|                                   | Renovació Republicana | Gabriel Alomar i Vilallonga    | 1.994   | 3,2  |
|                                   | Renovació Republicana | Luis Zurdo de Olivares         | 1.797   | 2,9  |
|                                   | Renovació Republicana | Josep Antich i Subirana        | 1.785   | 2,9  |
|                                   | Renovació Republicana | Àngel Samblancat i Salanova    | 1.466   | 2,4  |
|                                   | Socialista            | Pablo Iglesias Posse           | 491     | 0,8  |
|                                   | Socialista            | Antoni Fabra i Ribas           | 472     | 0,8  |
|                                   | Independent           | Frederic Rahola i Trèmols      | 31      | 0,1  |
| Vots en blanc                     | Vots en blanc         | Vots en blanc                  | 1.302   | 2,1  |
| Vots nuls                         | Vots nuls             | Vots nuls                      | 211     | 0,3  |
| Total                             | Total                 | Total                          | 61.749  | 100  |
| Cens/participació                 | Cens/participació     | Cens/participació              | 143.150 | 43,1 |

| Eleccions generals del 08/05/1910 |                                       |                                    |         |      |
| Partit/Ideologia                  | Partit/Ideologia                      | Candidat                           | Vots    | %    |
|                                   | Partit Republicà Radical              | Hermenegildo Giner de los Ríos     | 31.031  | 39,4 |
|                                   | Partit Republicà Radical              | Joan Sol i Ortega                  | 30.752  | 39,0 |
|                                   | Partit Republicà Radical              | Alejandro Lerroux García           | 30.597  | 38,8 |
|                                   | Partit Republicà Radical              | Toribio Sánchez Beltrán de Guevara | 30.443  | 38,6 |
|                                   | Partit Republicà Radical              | Emiliano Iglesias Ambrosio         | 30.318  | 38,5 |
|                                   | Unió Federal Nacionalista Republicana | Pere Coromines i Montanya          | 23.828  | 30,2 |
|                                   | Unió Federal Nacionalista Republicana | Lluís de Zulueta i Escolano        | 23.623  | 30,0 |
|                                   | Unió Federal Nacionalista Republicana | Josep Maria Vallès i Ribot         | 23.447  | 29,7 |
|                                   | Unió Federal Nacionalista Republicana | Josep Tarruella                    | 23.293  | 29,5 |
|                                   | Unió Federal Nacionalista Republicana | Carles M. Soldevila i Boixader     | 23.059  | 29,2 |
|                                   | Lliga Regionalista                    | Francesc Cambó i Batlle            | 16.292  | 20,7 |
|                                   | Lliga Regionalista                    | Ramon d'Abadal                     | 15.575  | 19,8 |
|                                   | Lliga Regionalista                    | Josep Puig i Cadafalch             | 15.426  | 19,6 |
|                                   | Lliga Regionalista                    | Narcís Verdaguer i Callís          | 15.382  | 19,5 |
|                                   | Lliga Regionalista                    | Carles de Camps i d'Olzinellas     | 15.353  | 19,5 |
|                                   | Coalició de dretes                    | Joaquim de Sentmenat Patiño        | 9.202   | 11,7 |
|                                   | Coalició de dretes                    | Magí Sandiumenge Navarra           | 9.182   | 11,6 |
|                                   | Coalició de dretes                    | Marià de Fortuny Portell           | 9.150   | 11,6 |
|                                   | Coalició de dretes                    | Benet de Pomés i de Pomar          | 9.028   | 11,5 |
|                                   | Coalició de dretes                    | Eusebio Díaz González              | 9.013   | 11,4 |
| Total                             | Total                                 | Total                              | 78.835  | 100  |
| Cens/participació                 | Cens/participació                     | Cens/participació                  | 135.924 | 58,0 |

### Dècada de 1900
| Elecció parcial del 13/07/1908 |                                          |                                |         |      |
| Partit/Ideologia               | Partit/Ideologia                         | Candidat                       | Vots    | %    |
|                                | Republicà anti-solidari                  | Alejandro Lerroux García       | 30.548  | 44,7 |
|                                | Republicà anti-solidari                  | Hermenegildo Giner de los Ríos | 30.105  | 44,0 |
|                                | Republicà anti-solidari                  | Joan Sol i Ortega              | 29.903  | 43,7 |
|                                | Lliga Regionalista (solidari)            | Ramon Albó i Martí             | 29.124  | 42,6 |
|                                | Centre Nacionalista Republicà (solidari) | Jaume Cruells i Sallarès       | 28.745  | 42,0 |
|                                | Republicà solidari                       | Francesc Layret i Foix         | 28.462  | 41,6 |
|                                | Republicà solidari                       | Francesc Sunyer i Capdevila    | 28.195  | 41,2 |
| Total                          | Total                                    | Total                          | 68.360  | 100  |
| Cens/participació              | Cens/participació                        | Cens/participació              | 128.979 | 53,0 |

| Eleccions generals del 21/04/1907 |                                          |                             |         |      |
| Partit/Ideologia                  | Partit/Ideologia                         | Candidat                    | Vots    | %    |
|                                   | Republicà solidari                       | Nicolás Salmerón y Alonso   | 39.935  | 53,1 |
|                                   | Lliga Regionalista (solidari)            | Francesc Cambó i Batlle     | 39.458  | 52,4 |
|                                   | Lliga Regionalista (solidari)            | Josep Puig i Cadafalch      | 39.454  | 52,4 |
|                                   | Republicà solidari                       | Emili Junoy i Gelabert      | 38.996  | 51,8 |
|                                   | Catalanista solidari                     | Francesc Macià i Llussà     | 37.113  | 49,3 |
|                                   | Republicà federal solidari               | Josep Maria Vallès i Ribot  | 36.501  | 48,5 |
|                                   | Centre Nacionalista Republicà (solidari) | Ildefons Sunyol i Casanovas | 35.110  | 46,7 |
|                                   | Republicà anti-solidari                  | Joan Sol i Ortega           | 22.081  | 29,3 |
|                                   | Republicà anti-solidari                  | Alejandro Lerroux García    | 22.024  | 29,3 |
|                                   | Republicà anti-solidari                  | Nicolás Estévanez           | 21.974  | 29,2 |
|                                   | Republicà anti-solidari                  | Josep Maria Serraclara      | 21.918  | 29,1 |
|                                   | Republicà anti-solidari                  | Josep Antoni Mir i Miró     | 21.699  | 28,8 |
| Total                             | Total                                    | Total                       | 75.252  | 100  |
| Cens/participació                 | Cens/participació                        | Cens/participació           | 125.792 | 59,8 |

| Eleccions generals del 10/11/1905 |                          |                           |         |      |
| Partit/Ideologia                  | Partit/Ideologia         | Candidat                  | Vots    | %    |
|                                   | Unió Republicana         | Rafael Rodríguez Méndez   | 25.057  | 64,1 |
|                                   | Unió Republicana         | Nicolás Salmerón y Alonso | 24.852  | 63,5 |
|                                   | Unió Republicana         | Pere Pi i Sunyer          | 24.592  | 62,9 |
|                                   | Unió Republicana         | Alejandro Lerroux García  | 24.408  | 62,4 |
|                                   | Unió Republicana         | Emili Junoy i Gelabert    | 24.362  | 62,3 |
|                                   | Lliga Regionalista       | Ignasi Girona i Vilanova  | 14.086  | 36,0 |
|                                   | Lliga Regionalista       | Frederic Rahola i Trèmols | 14.015  | 35,8 |
|                                   | Lliga Regionalista       | Francesc Cambó i Batlle   | 13.736  | 35,1 |
|                                   | Lliga Regionalista       | Josep Puig i Cadafalch    | 13.716  | 35,1 |
|                                   | Lliga Regionalista       | Josep Pella i Forgas      | 13.701  | 35,0 |
|                                   | Partit Republicà Radical | José Nackens              | 232     | 0,6  |
|                                   | Partit Republicà Radical | Odón de Buen              | 181     | 0,5  |
|                                   | Partit Republicà Radical | Pablo Isart Bula          | 121     | 0,3  |
|                                   | Partit Republicà Radical | Francisco Pinol           | 86      | 0,2  |
|                                   | Partit Republicà Radical | Tiberio Ávila Rodríguez   | 73      | 0,2  |
|                                   | Partit Republicà Radical | José García Blaha         | 48      | 0,1  |
| Total                             | Total                    | Total                     | 39.109  | 100  |
| Cens/participació                 | Cens/participació        | Cens/participació         | 135.169 | 28,9 |

| Elecció parcial del 26/05/1903 |                         |                             |         |      |
| Partit/Ideologia               | Partit/Ideologia        | Candidat                    | Vots    | %    |
|                                | Unió Republicana        | Nicolás Salmerón y Alonso   | 35.720  | 69,7 |
|                                | Unió Republicana        | Alejandro Lerroux García    | 34.951  | 68,2 |
|                                | Unió Republicana        | Josep Maria Vallès i Ribot  | 34.919  | 68,1 |
|                                | Unió Republicana        | Emili Junoy i Gelabert      | 34.277  | 66,9 |
|                                | Unió Republicana        | Jaume Anglès Pruñonosa      | 33.775  | 65,9 |
|                                | Lliga Regionalista      | Albert Rusiñol i Prats      | 11.673  | 22,8 |
|                                | Lliga Regionalista      | Lluís Domènech i Montaner   | 11.373  | 22,2 |
|                                | Lliga Regionalista      | Ildefons Sunyol i Casanovas | 11.173  | 21,8 |
|                                | Lliga Regionalista      | Jaume Carner i Romeu        | 11.031  | 21,5 |
|                                | Lliga Regionalista      | Lluís Ferrer-Vidal i Soler  | 10.890  | 21,2 |
|                                | Comunió Tradicionalista | Juan B. Vázquez de Mella    | 5.186   | 10,1 |
|                                | Comunió Tradicionalista | Bartomeu Feliu Pérez        | 4.183   | 8,2  |
|                                | Unió Republicana        | Joan Sol i Ortega           | 3.866   | 7,5  |
|                                | Comunió Tradicionalista | José de España y de Orteu   | 3.838   | 7,5  |
|                                | Comunió Tradicionalista | Manuel Sivate Llopart       | 3.687   | 7,2  |
|                                | Comunió Tradicionalista | Marià de Fortuny Portell    | 3.624   | 7,1  |
|                                | Unió Republicana        | Joan Salas i Anton          | 1.571   | 3,1  |
|                                | Unió Republicana        | Odón de Buen                | 623     | 1,2  |
| Total                          | Total                   | Total                       | 51.272  | 100  |
| Cens/participació              | Cens/participació       | Cens/participació           | 113.419 | 45,2 |

| Eleccions generals del 19/05/1901 |                       |                                |         |      |
| Partit/Ideologia                  | Partit/Ideologia      | Candidat                       | Vots    | %    |
|                                   | Regionalista          | Bartomeu Robert                | 7.708   | 36,6 |
|                                   | Regionalista          | Albert Rusiñol i Prats         | 6.488   | 30,8 |
|                                   | Regionalista          | Lluís Domènech i Montaner      | 6.272   | 29,8 |
|                                   | Regionalista          | Sebastià Torres i Planas       | 5.963   | 28,3 |
|                                   | Liberal               | Pere Guerau Maristany i Oliver | 5.605   | 26,6 |
|                                   | Republicà             | Alejandro Lerroux García       | 5.426   | 25,8 |
|                                   | Republicà             | Francesc Pi i Margall          | 5.232   | 24,8 |
|                                   | Conservador           | Josep Maria Cornet i Mas       | 5.137   | 24,4 |
|                                   | Conservador           | Joan Puig i Saladrigas         | 5.102   | 24,2 |
|                                   | Liberal               | Ferran Fabra i Puig            | 5.054   | 24,0 |
|                                   | Liberal               | Josep Balcells i Cortada       | 5.004   | 23,8 |
|                                   | Republicà             | Tiberio Ávila Rodríguez        | 4.321   | 20,5 |
|                                   | Republicà             | Nicolás Salmerón y Alonso      | 4.241   | 20,1 |
|                                   | Republicà             | Josep Maria Vallès i Ribot     | 4.122   | 19,6 |
|                                   | Republicà             | Joan Sol i Ortega              | 2.765   | 13,1 |
|                                   | Unión Nacional        | Roman Rigorosa                 | 1.540   | 7,3  |
|                                   | Conservador romerista | Enric Vilalta                  | 481     | 2,3  |
|                                   | Conservador romerista | Josep Puig d'Asprer            | 419     | 2,0  |
|                                   | Independent           | Rómulo Quintana                | 190     | 0,9  |
| Total                             | Total                 | Total                          | 21.057  | 100  |
| Cens/participació                 | Cens/participació     | Cens/participació              | 104.641 | 20,1 |

### Dècada de 1890
| Eleccions generals del 16/04/1899 |                   |                              |        |      |
| Partit/Ideologia                  | Partit/Ideologia  | Candidat                     | Vots   | %    |
|                                   | Republicà         | Joan Sol i Ortega            | 7.566  | 82,0 |
|                                   | Liberal           | Eduard Maluquer i de Tirrell | 7.109  | 77,1 |
|                                   | Conservador       | Joan Puig i Saladrigas       | 6.651  | 72,1 |
|                                   | Sense dades       | Marquès de Soto Hermoso      | 6.477  | 70,2 |
|                                   | Conservador       | Joan Sallarès i Pla          | 6.296  | 68,3 |
|                                   | Liberal           | Ròmul Bosch i Alsina         | 5.560  | 60,3 |
|                                   | Sense dades       | Josep Cucurella i Tost       | 5.558  | 60,3 |
| Total                             | Total             | Total                        | 9.222  | 100  |
| Cens/participació                 | Cens/participació | Cens/participació            | 92.384 | 10,0 |

| Eleccions generals del 27/03/1898 |                   |                         |        |      |
| Partit/Ideologia                  | Partit/Ideologia  | Candidat                | Vots   | %    |
|                                   | Liberal           | Josep Comas i Masferrer | 12.879 | 74,4 |
|                                   | Liberal           | Joan Rosell i Rubert    | 12.585 | 72,7 |
|                                   | Conservador       | Joan Puig i Saladrigas  | 12.274 | 70,9 |
|                                   | Republicà         | Joan Sol i Ortega       | 6.101  | 35,2 |
|                                   | Republicà         | Emili Junoy i Gelabert  | 5.590  | 32,3 |
| Total                             | Total             | Total                   | 17.312 | 100  |
| Cens/participació                 | Cens/participació | Cens/participació       | 54.456 | 31,8 |

| Eleccions generals del 12/04/1896 |                   |                               |        |      |
| Partit/Ideologia                  | Partit/Ideologia  | Candidat                      | Vots   | %    |
|                                   | Conservador       | Joan Coll i Pujol             | 14.371 | 66,3 |
|                                   | Conservador       | Joan Puig i Saladrigas        | 13.919 | 64,3 |
|                                   | Liberal           | Joan Rosell i Rubert          | 13.629 | 62,9 |
|                                   | Conservador       | Joan Baptista Orriols i Comas | 7.345  | 33,9 |
|                                   | Liberal           | Eduard Maluquer i de Tirrell  | 7.265  | 33,5 |
| Total                             | Total             | Total                         | 21.663 | 100  |
| Cens/participació                 | Cens/participació | Cens/participació             | 59.094 | 36,7 |

| Eleccions generals del 05/03/1893 |                                     |                         |        |      |
| Partit/Ideologia                  | Partit/Ideologia                    | Candidat                | Vots   | %    |
|                                   | Partit Republicà Democràtic Federal | Francesc Pi i Margall   | 6.425  | 42,4 |
|                                   | Republicà                           | Joan Sol i Ortega       | 6.404  | 42,3 |
|                                   | Republicà                           | Tiberio Ávila Rodríguez | 6.016  | 39,7 |
|                                   | Liberal                             | Josep Comas i Masferrer | 5.485  | 36,2 |
|                                   | Liberal                             | Joan Rosell i Rubert    | 5.446  | 36,0 |
| Total                             | Total                               | Total                   | 15.144 | 100  |
| Cens/participació                 | Cens/participació                   | Cens/participació       | 52.673 | 28,8 |

| Eleccions generals del 01/02/1891 |                                     |                              |       |
| Partit/Ideologia                  | Partit/Ideologia                    | Candidat                     | Vots  |
|                                   | Conservador                         | Josep Maria Planas i Casals  | 6.964 |
|                                   | Conservador                         | Josep Vilaseca i Mogas       | 6.917 |
|                                   | Conservador                         | Andreu de Sard i de Rosselló | 6.844 |
|                                   | Partit Republicà Democràtic Federal | Francesc Pi i Margall        | 4.551 |
|                                   | Partit Radical                      | Manuel Ruiz Zorrilla         | 0     |

### Dècada de 1880
| Eleccions generals del 04/04/1886 |                  |                               |      |
| Partit/Ideologia                  | Partit/Ideologia | Candidat                      | Vots |
|                                   | Conservador      | Frederic Nicolau i Condeminas | 956  |
|                                   | Conservador      | Josep Vilaseca i Mogas        | 953  |
|                                   | Conservador      | Frederic Marcet i Vidal       | 869  |
|                                   | Liberal          | Camil Fabra i Fontanills      | 837  |
|                                   | Liberal          | Joan Rosell i Rubert          | 752  |

| Eleccions generals del 27/04/1884 |                   |                               |       |      |
| Partit/Ideologia                  | Partit/Ideologia  | Candidat                      | Vots  | %    |
|                                   | Conservador       | Manuel Duran i Bas            | 2.739 | 70,4 |
|                                   | Sense dades       | Josep Sert i Rius             | 2.503 | 64,3 |
|                                   | Conservador       | Frederic Nicolau i Condeminas | 2.494 | 64,1 |
|                                   | Liberal           | Teodor Baró i Sureda          | 1.221 | 31,4 |
|                                   | Liberal           | Camil Fabra i Fontanills      | 1.161 | 29,8 |
| Total                             | Total             | Total                         | 3.890 | 100  |
| Cens/participació                 | Cens/participació | Cens/participació             | 9.783 | 39,8 |

| Eleccions generals del 20/08/1881 |                   |                          |       |      |
| Partit/Ideologia                  | Partit/Ideologia  | Candidat                 | Vots  | %    |
|                                   | Liberal           | Teodor Baró i Sureda     | 2.369 | 64,3 |
|                                   | Liberal           | Camil Fabra i Fontanills | 2.209 | 60,0 |
|                                   | Liberal           | Antoni Roger i Vidal     | 2.157 | 58,6 |
|                                   | Liberal           | Emilio Castelar y Ripoll | 886   | 24,1 |
|                                   | Conservador       | Frederic Marcet i Vidal  | 875   | 23,8 |
| Total                             | Total             | Total                    | 3.682 | 100  |
| Cens/participació                 | Cens/participació | Cens/participació        | 9.915 | 37,1 |

### Dècada de 1870
| Eleccions generals del 20/04/1879 |                   |                                 |        |      |
| Partit/Ideologia                  | Partit/Ideologia  | Candidat                        | Vots   | %    |
|                                   | Conservador       | Manuel Duran i Bas              | 1.314  | 44,6 |
|                                   | Conservador       | Frederic Nicolau i Condeminas   | 1.269  | 43,1 |
|                                   | Conservador       | Francesc López Fabra            | 1.049  | 35,6 |
|                                   | Liberal           | Francesc de Paula Rius i Taulet | 954    | 32,4 |
|                                   | Liberal           | Emilio Castelar y Ripoll        | 898    | 30,5 |
| Total                             | Total             | Total                           | 2.944  | 100  |
| Cens/participació                 | Cens/participació | Cens/participació               | 10.348 | 28,4 |